# Potto (Yorkshire du Nord)
Pour les articles homonymes, voir Potto.
Potto est un village et une paroisse civile du Yorkshire du Nord, en Angleterre.